# Сен-П'єрр-де-Флер
Сен-П'єрр-де-Флер (фр. Saint-Pierre-des-Fleurs) — муніципалітет у Франції, у регіоні Нормандія, департамент Ер. Населення — 1653 особи (01.01.2021).
Муніципалітет розташований на відстані близько 110 км на північний захід від Парижа, 24 км на південний захід від Руана, 30 км на північний захід від Евре.

## Історія
До 2015 року муніципалітет перебував у складі регіону Верхня Нормандія. Від 1 січня 2016 року належить до нового об'єднаного регіону Нормандія.

## Демографія
Динаміка населення (INSEE ):
Розподіл населення за віком та статтю (2006):
| Стать | Всього | До 15 років | 15-24 | 25-44 | 45-64 | 65-85 | Понад 85 |
| --- | ------ | ----------- | ----- | ----- | ----- | ----- | -------- |
| Чоловіки | 642    | 150         | 73    | 170   | 182   | 63    | 4        |
| Жінки | 625    | 88          | 85    | 186   | 181   | 81    | 4        |
| \| Статево-вікова піраміда \| Статево-вікова піраміда \| Статево-вікова піраміда \| \| ----------------------- \| ----------------------- \| ----------------------- \| \| Чоловіки \| Вік \| Жінки \| \| 4 \| 85 + \| 4 \| \| 12 \| 80-84 \| 12 \| \| 4 \| 75-79 \| 15 \| \| 8 \| 70-74 \| 31 \| \| 39 \| 65-69 \| 23 \| \| 27 \| 60-64 \| 15 \| \| 39 \| 55-59 \| 42 \| \| 66 \| 50-54 \| 62 \| \| 50 \| 45-49 \| 62 \| \| 54 \| 40-44 \| 62 \| \| 54 \| 35-39 \| 35 \| \| 31 \| 30-34 \| 62 \| \| 31 \| 25-29 \| 27 \| \| 31 \| 20-24 \| 19 \| \| 42 \| 15-20 \| 66 \| \| 81 \| 10-14 \| 23 \| \| 27 \| 5-9 \| 23 \| \| 42 \| 0-4 \| 42 \| |        |             |       |       |       |       |          |
| Статево-вікова піраміда |        |             |       |       |       |       |          |
| Чоловіки | Вік    | Жінки       |       |       |       |       |          |
| 4 | 85 +   | 4           |       |       |       |       |          |
| 12 | 80-84  | 12          |       |       |       |       |          |
| 4 | 75-79  | 15          |       |       |       |       |          |
| 8 | 70-74  | 31          |       |       |       |       |          |
| 39 | 65-69  | 23          |       |       |       |       |          |
| 27 | 60-64  | 15          |       |       |       |       |          |
| 39 | 55-59  | 42          |       |       |       |       |          |
| 66 | 50-54  | 62          |       |       |       |       |          |
| 50 | 45-49  | 62          |       |       |       |       |          |
| 54 | 40-44  | 62          |       |       |       |       |          |
| 54 | 35-39  | 35          |       |       |       |       |          |
| 31 | 30-34  | 62          |       |       |       |       |          |
| 31 | 25-29  | 27          |       |       |       |       |          |
| 31 | 20-24  | 19          |       |       |       |       |          |
| 42 | 15-20  | 66          |       |       |       |       |          |
| 81 | 10-14  | 23          |       |       |       |       |          |
| 27 | 5-9    | 23          |       |       |       |       |          |
| 42 | 0-4    | 42          |       |       |       |       |          |

## Економіка
2010 року серед 876 осіб працездатного віку (15—64 років) 622 були активними, 254 — неактивними (показник активності 71,0%, у 1999 році було 69,7%). З 622 активних мешканців працювали 572 особи (297 чоловіків та 275 жінок), безробітними було 50 (18 чоловіків та 32 жінки). Серед 254 неактивних 78 осіб було учнями чи студентами, 128 — пенсіонерами, 48 були неактивними з інших причин.

У 2010 році в муніципалітеті числилось 507 оподаткованих домогосподарств, у яких проживали 1292,5 особи, медіана доходів виносила 20 796 євро на одного особоспоживача